# Olivier Careaux
Olivier Careaux, né le 4 mai 1973 à Champigny-sur-Marne, est un joueur de billard français qui évolue au club de Cestas. Il détient à ce jour (2014) le record de la meilleure moyenne générale française en partie libre en 400 points,.